# 오스트랄로티탄
오스트랄로티탄(Australotitan, IPA: [au̯sˈtraːloʊtiˈtan])은 오스트레일리아에서 살았던 용각류이다. 속명의 뜻은 '남부'를 뜻하는 라틴어(australis)와 거대한 크기를 의미하는 그리스어 '티탄'(Tιτάν)이 결합되어 '남부의 티탄'을 의미한다.

## 발견

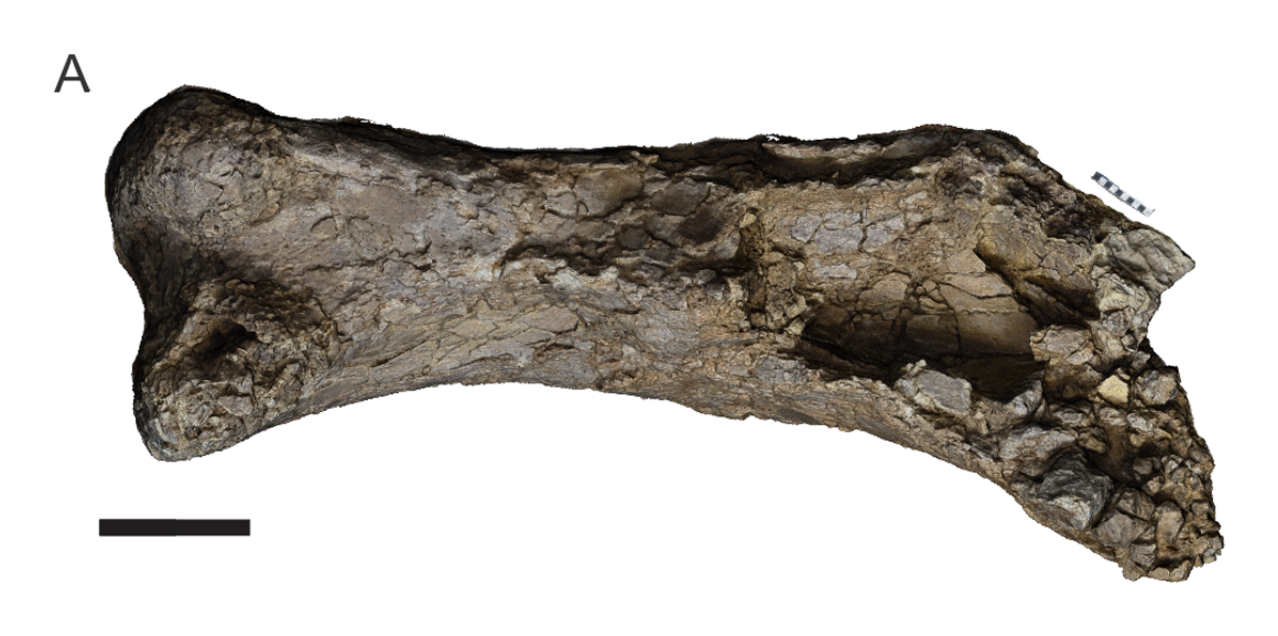

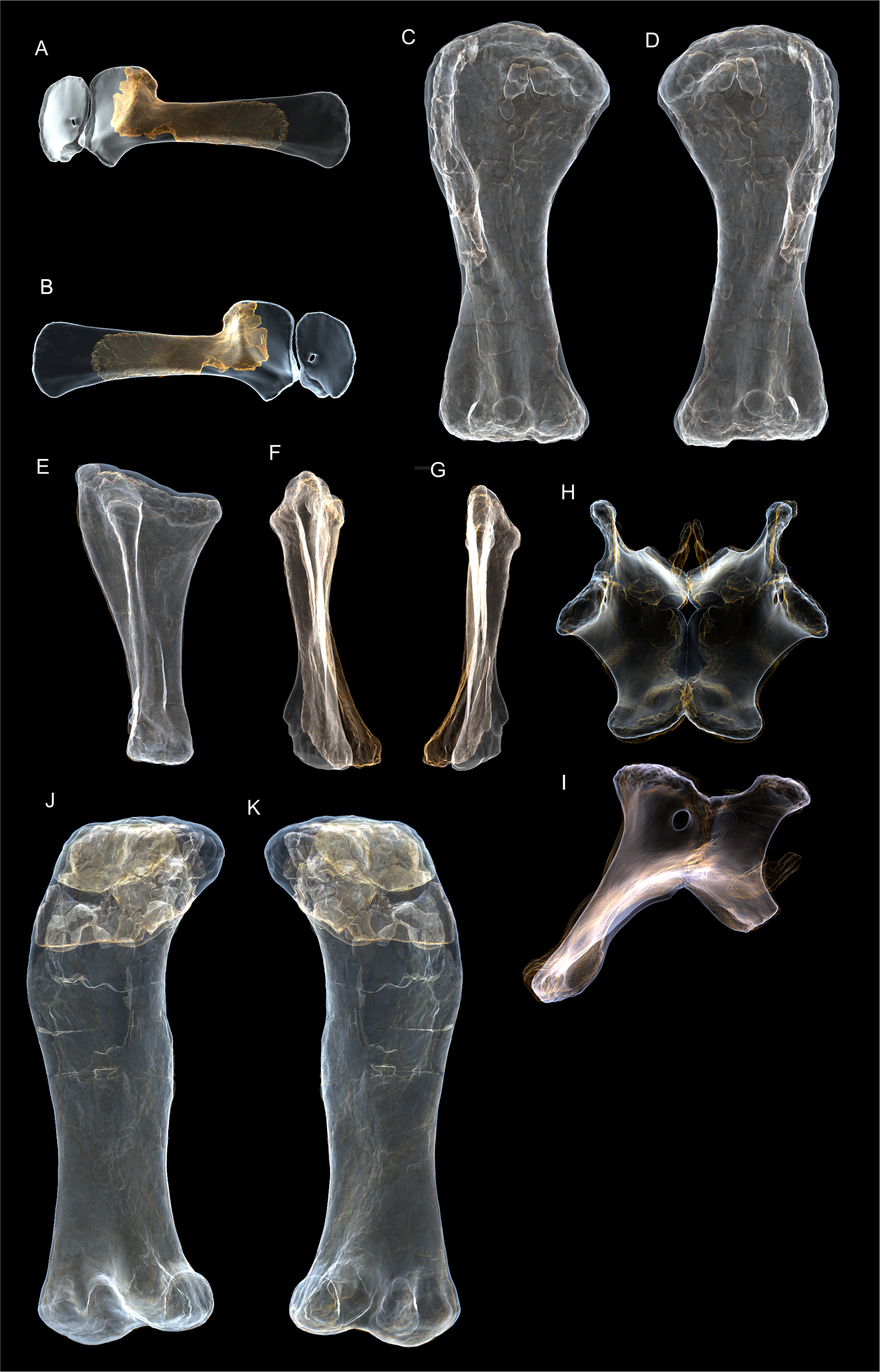
오스트랄로티탄의 화석 조각들

오스트랄로티탄은 2005년에 호주 남서쪽 퀸즐랜드 마을 근처에서 발견되었다. 발견자인 샌디 매켄지(Sandy Mackenzie)는 이미 2004년 다른 곳들에서 왼쪽 견갑골, 오른쪽 상완골, 오른쪽 척골 등을 발견해 수집한 상태였고, 이후 그 화석 조각들을 조합해 11월에 퀸즐랜드 박물관 및 에로망가 자연사 박물관에 공동 전시되었다. 화석 조각들을 조합한 결과, 오스트랄로티탄은 몸길이가 2.146 미터 (7.04 ft) 정도였을 것으로 추정된다.